# Cephalastor mariachi
Cephalastor mariachi är en stekelart som beskrevs av Garcete-barrett 2001. Cephalastor mariachi ingår i släktet Cephalastor och familjen Eumenidae. Inga underarter finns listade.